# Ferdinand aus der Fünten
Ferdinand Hugo aus der Fünten, född 17 december 1909 i Mülheim an der Ruhr, död 19 april 1989 i Duisburg, var en tysk SS-Hauptsturmführer och tjänsteman vid Reichssicherheitshauptamt, Tredje rikets säkerhets- och underrättelseministerium. Han var en av Adolf Eichmanns medarbetare.

## Biografi
Fünten inträdde i Nationalsocialistiska tyska arbetarepartiet (NSDAP) 1932. Han var för en tid administratör vid Sicherheitsdienst i Köln. I maj 1940 ockuperades Nederländerna av Nazityskland och Fünten utsågs året därpå till chef för Rikscentralen för judisk utvandring i Amsterdam. Han var tillika befälhavare för Sicherheitspolizei och Sicherheitsdienst i Haag och medansvarig för deportationen av omkring 100 000 nederländska judar till bland annat Auschwitz.
Efter andra världskriget ställdes Fünten inför rätta och dömdes i juli 1950 till döden för krigsförbrytelser. Dödsdomen omvandlades 1951 till livstids fängelse. Fünten internerades i fängelset i Breda tillsammans med tre andra dömda krigsförbrytare: Willy Lages, Joseph Kotälla och Franz Fischer. I januari 1989 släpptes Fünten ur fängelset och dog i Tyskland knappt tre månader senare.